# Leader of Men
Leader of Men — сингл канадской альтернативной рок-группы Nickelback, записанный в 2000 году. Сингл оказался достаточно успешным продуктом, вслед за которым вышел не менее популярный видеоклип.
Сингл продержался в верхней десятке Hot Mainstream Rock Tracks в течение 10 недель и стал отправной точкой с точки зрения роста популярности группы.

## Список композиций[1]
1. Leader of Men
2. Leader of Men (акустическая версия)
3. Just Four (из альбома Curb)

## Чарты
| Чарт (2000)                | Наивиысшая позиция |
| -------------------------- | ------------------ |
| Hot Mainstream Rock Tracks | 8                  |
| Modern Rock Tracks         | 21                 |